# Royal (Iowa)
Royal es una ciudad ubicada en el condado de Clay en el estado estadounidense de Iowa. En el Censo de 2010 tenía una población de 446 habitantes y una densidad poblacional de 574,01 personas por km².

## Geografía
Royal se encuentra ubicada en las coordenadas 43°3′52″N 95°17′2″O / 43.06444, -95.28389. Según la Oficina del Censo de los Estados Unidos, Royal tiene una superficie total de 0.78 km², de la cual 0.78 km² corresponden a tierra firme y (0%) 0 km² es agua.

## Demografía
Según el censo de 2010, había 446 personas residiendo en Royal. La densidad de población era de 574,01 hab./km². De los 446 habitantes, Royal estaba compuesto por el 95.52% blancos, el 0.22% eran afroamericanos, el 0% eran amerindios, el 0% eran asiáticos, el 0% eran isleños del Pacífico, el 1.35% eran de otras razas y el 2.91% pertenecían a dos o más razas. Del total de la población el 2.69% eran hispanos o latinos de cualquier raza.